# Conus klemae
Conus klemae is een in zee levende slakkensoort uit het geslacht Conus. De slak behoort tot de familie Conidae. Conus klemae werd in 1953 beschreven door Cotto. Net zoals alle soorten binnen het geslacht Conus zijn deze slakken roofzuchtig en giftig. Zij bezitten een harpoenachtige structuur waarmee ze hun prooi kunnen steken en verlammen.